# 中华嗜眼吸虫
中华嗜眼吸虫（学名：Philophthalmus sinensis）为嗜眼科嗜眼属的动物。在中国大陆，分布于江苏、广东等地，营寄生生活，终末宿主家鸭以及寄生在眼瞬膜。
其种加词“sinensis”意为“中华的”。